# Баццани, Фабио
Фабио Баццани (итал. Fabio Bazzani; родился 20 октября 1976 года, Болонья, Италия) — итальянский футболист, выступавший на позиции нападающего. В настоящее время — тренер.

## Карьера

### Клубная
После двух сезонов с любительской командой «Бока-Сан-Лаццаро», Фабио перебрался в клуб Серии C2 «Сандона». В 1997 году он стал игроком «Венеции», но вышел на поле только дважды в сезоне. Он перешёл в «Варезе», а затем в «Ареццо», где выдал солидную серию, забив 20 мячей в 31 матче под руководством Серсе Косми. В 2000 году он вернулся в «Венецию», но забил всего пять мячей в 36 матчах. В 2001 году он присоединился к своему бывшему тренеру Косми, когда он подписав контракт с командой Серии А «Перуджой», и он забил десять мячей.

### Тренерская
В марте 2019 года назначен помощником главного тренера клуба серии B «Венеция» Серсе Косми.
В январе 2020 года назначен помощником главного тренера клуба серии B «Перуджа» Серсе Косми